# Бильма (город)
Бильма (фр. Bilma) — город в Нигере, находится на севере страны, в пустыне Сахара. Является центром одноимённого департамента, входящего в регион Агадес. Административно является городской коммуной.

## История

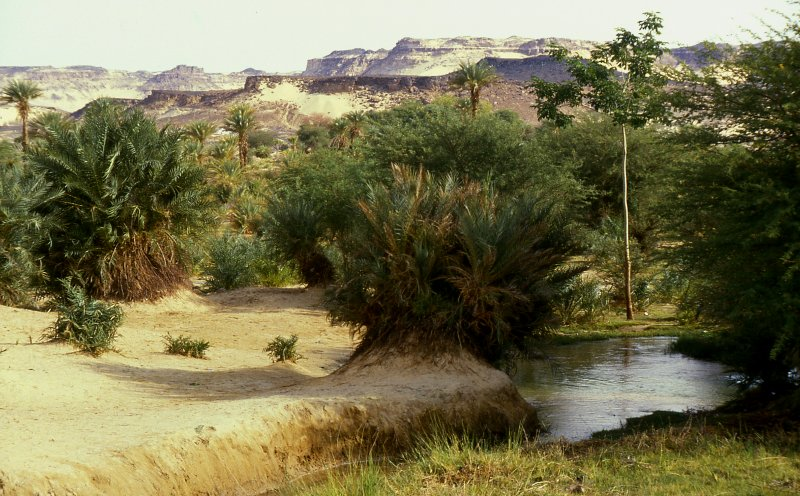
Оазис Бильма, на заднем плане возвышенность Кавар

Бильма была важным остановочным пунктом в транссахарской торговле из-за находящегося в городе оазиса.
В средневековье один из главных центром развития торговли народа Канури.
Использовался как место ссылки чиновников при режиме Сейни Кунче.

## Население[1]
Динамика численности населения по годам:
| 1988  | 2001  | 2020  |
| ----- | ----- | ----- |
| 2 421 | 3 793 | 4 016 |

## Климат
Климат в городе тропический пустынный. Все осадки (13 мм) выпадают летом из-за муссона и очень редко зимой.
| Показатель                    | Янв. | Фев. | Март | Апр. | Май  | Июнь | Июль | Авг. | Сен. | Окт. | Нояб. | Дек. | Год  |
| ----------------------------- | ---- | ---- | ---- | ---- | ---- | ---- | ---- | ---- | ---- | ---- | ----- | ---- | ---- |
| Средний суточный максимум, °C | 25,6 | 29,1 | 33,3 | 38,5 | 41,6 | 42,4 | 41,3 | 40,5 | 39,9 | 36,6 | 31,0  | 26,9 | 34,7 |
| Средняя температура, °C       | 17,0 | 20,0 | 24,3 | 29,3 | 32,3 | 33,3 | 33,3 | 33,0 | 31,3 | 27,6 | 21,9  | 18,1 | 26,3 |
| Средний суточный минимум, °C  | 8,4  | 10,7 | 15,3 | 19,9 | 23,0 | 24,3 | 25,3 | 25,5 | 22,1 | 18,6 | 12,6  | 9,3  | 17,9 |
| Норма осадков, мм             | 0,1  | 0,0  | 0,0  | 0,0  | 0,0  | 1,7  | 2,2  | 7,1  | 1,0  | 0,2  | 0,0   | 0,0  | 13,3 |
| Источник:                     |      |      |      |      |      |      |      |      |      |      |       |      |      |

## Экономика

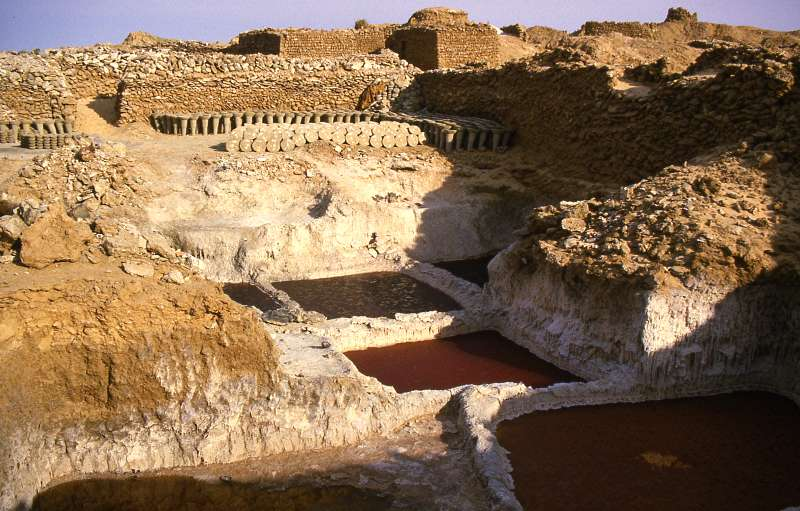
Соляные копи Бильмы

В городе находятся соляные копи. Добыча соли является важнейшей отраслью экономики города.